# Joseph Radetzky von Radetz
Joseph Radetzky von Radetz (alemany: Johann Joseph Wenzel Anton Franz Karl Graf Radetzky von Radetz)  (Třebnice, 2 de novembre de 1766 - Milà, 5 de gener de 1858) en txec Jan Josef Václav Antonín František Karel hrabě Radecký z Radče, en català Joan Josep Venceslau Antoni Francesc Carles, comte Radetzky de Radetz fou un noble txec de la casa de Radetzky, així com un important comandant militar austríac, estrateg, polític i reformador militar. És considerat un dels millors comandants de l'Europa del segle XIX
Durant la seva carrera militar va participar activament en la derrota de la França napoleònica i la reforma de l'exèrcit austríac. Posteriorment, va ser nomenat comandant de les forces austríaques a Itàlia pels seus mèrits, i el 1836 mariscal de camp austríac. Radetzky és més conegut per les victòries de les batalles de Custoza (24-25 de juliol de 1848) i de Novara (23 de març de 1849) durant la primera guerra d'independència italiana. Es va retirar als 90 anys i fou immortalitzat per Johann Strauss amb la seva Marxa Radetzky.

## Biografia

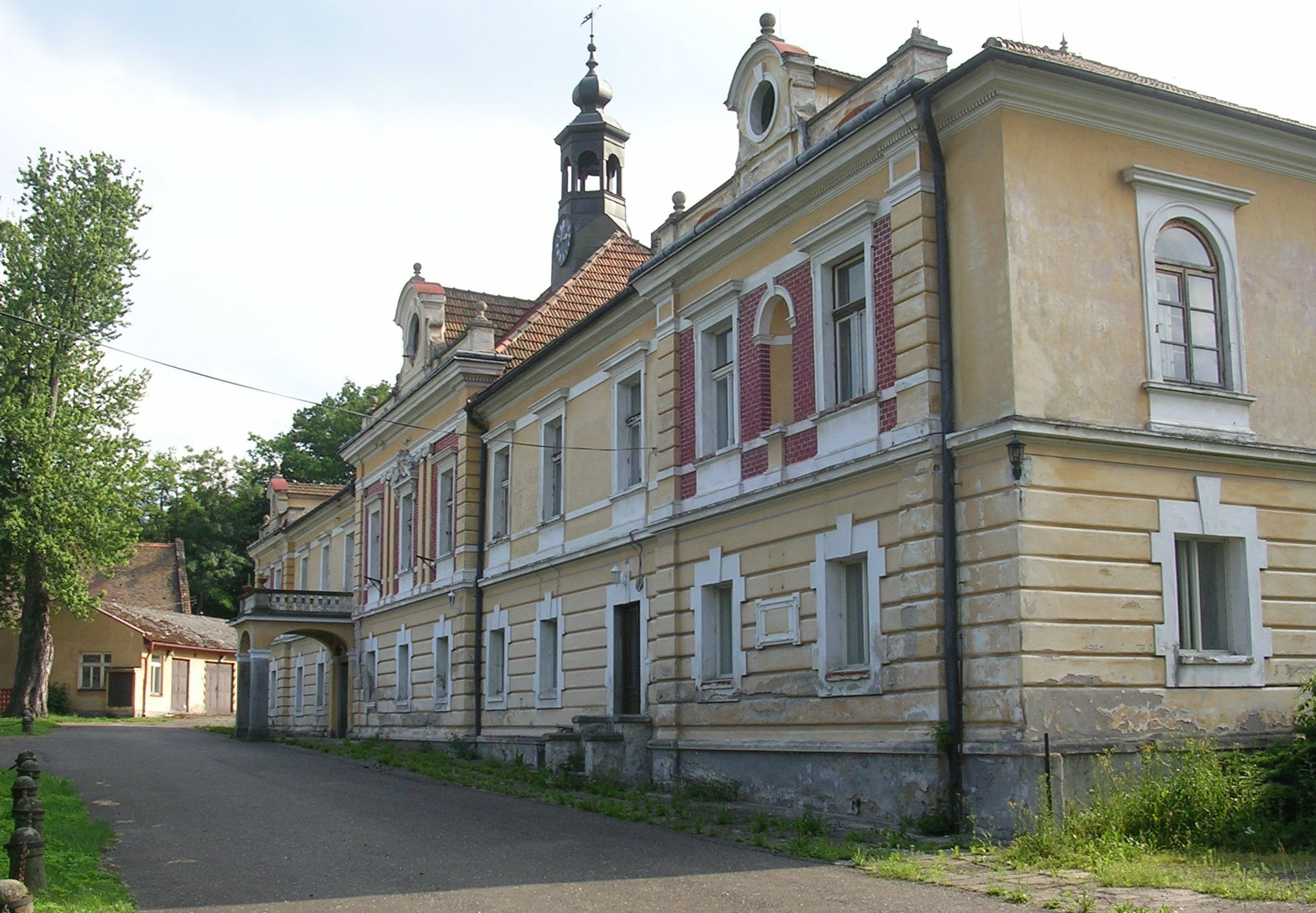
Castell de Třebnice, lloc de naixement de Radetzky

Radetzky va néixer en una família noble d'origen txec al castell (zámek) de Třebnice (alemany: Trebnitz) a prop de Sedlčany a Bohèmia (ara part de la ciutat). Orfe de ben petit, fou educat pel seu avi, i després de la mort del comte, a l'Acadèmia Teresa de Viena. L'acadèmia va ser dissolta durant el seu primer any de residència, el 1785, i Radetzky es va convertir en cadet de l'exèrcit austríac. L'any següent esdevingué oficial, i el 1787 va ser ascendit a primer tinent en un regiment de cuirassers. Va servir com a ajudant tant del comte von Lacy com del mariscal de camp von Laudon durant la guerra austroturca de 1787-1791, i als Països Baixos austríacs de 1792 a 1795.
El 1798 es va casar amb la comtessa Francesca von Strassoldo Grafenberg, de Tržič, Carniola (ara a Eslovènia). Van tenir cinc fills i tres filles. Radetzky, tanmateix, també va tenir una amant italiana, anomenada Meregalli, amb qui també va tenir vuit fills, que va reconèixer com a seus.

## Guerres napoleòniques

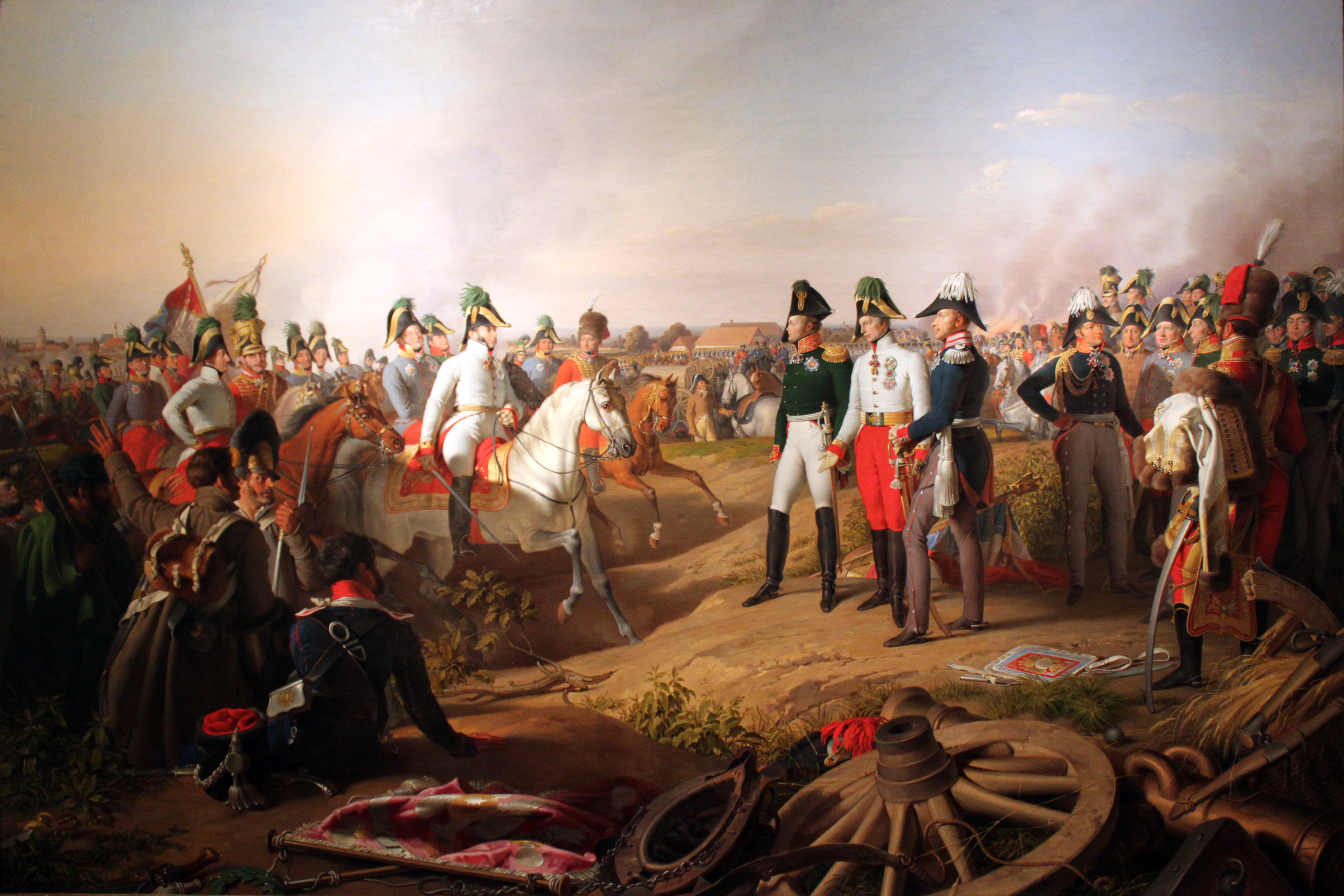
La batalla de Leipzig entre la França napoleònica i una coalició aliada d'Àustria, Rússia, Prússia, i Suècia, 1813

En 1795 Radetzky va lluitar al Rin. L'any següent va servir amb Johann Beaulieu contra Napoleó a Itàlia, però no li agradava l'indecís sistema de guerra "cordon" que el comte von Lacy havia instituït i que altres generals austríacs imitaven. El seu coratge personal era notori. A la batalla de Fleurus (1794) va dirigir una càrrega de cavalleria sobre les línies franceses en la seva lluita per Charleroi, i a Valeggio sul Mincio el 1796, amb uns quants hússars, va rescatar Beaulieu de l'enemic. Ascendit a major, va participar en la campanya del setge de Màntua de Dagobert Wurmser, que va acabar amb la caiguda d'aquesta fortalesa. Com a tinent coronel i com a coronel, va mostrar valentia i habilitat en les batalles de Trebbia i Novi (1799). A la batalla de Marengo, com a coronel sota les ordres de Michael von Melas, rebé cinc impactes de bala, després d'haver intentat, en la tarda prèvia, d'introduir modificacions en el pla suggerit pel científic Anton von Zach. El 1801 Radetzky fou nomenat cavaller de l'orde militar de Maria Teresa.
En 1805, en la seva marxa cap a Ulm, va rebre notícies de la seva promoció a major general i la seva destinació a Itàlia sota les ordres de l'arxiduc Carles d'Àustria, conegut reformador de l'exèrcit imperial austríac. En la Cinquena Coalició, va dirigir la seva brigada per lluitar contra Wels. Va liderar una brigada al 5è Cos durant la batalla d'Eckmühl. També va comandar una divisió al 4t Cos durant la batalla de Wagram. Aquesta guerra, però, no va acabar amb èxit per als exèrcits austríacs. Després de la derrota d'Àustria, Radetzky es va convertir en Cap d'Estat Major en 1809, i va supervisar la reorganització de l'exèrcit austríac.
El 1810 va ser nomenat Comandant de l'Orde de María Teresa i va obtenir el comandament del 5è d'Hússars Radetzky. Com a cap del personal general, es va dedicar a reorganitzar l'exèrcit i el seu sistema tàctic. Tanmateix, va dimitir el 1812, després que una gran part de les seves propostes de reforma fossin rebutjades per massa costoses. El 1813 va ser cap de personal de Schwarzenberg i va tenir una gran influència en els consells dels sobirans i generals aliats. Langenau, el comandant general del Gran Exèrcit, el considerava un assistent indispensable. Va ser l'autor dels plans de batalla aliats a Leipzig. Va aconseguir elogis per les seves habilitats tàctiques en les batalles de Brienne i Arcis-sur-Aube. Va entrar a París amb els sobirans aliats el març de 1814, i va tornar amb ells al Congrés de Viena, on sembla haver actuat com a intermediari entre Metternich i el tsar Alexandre I de Rússia, quan aquests no estaven en condicions de parlar.

## Campanyes italianes

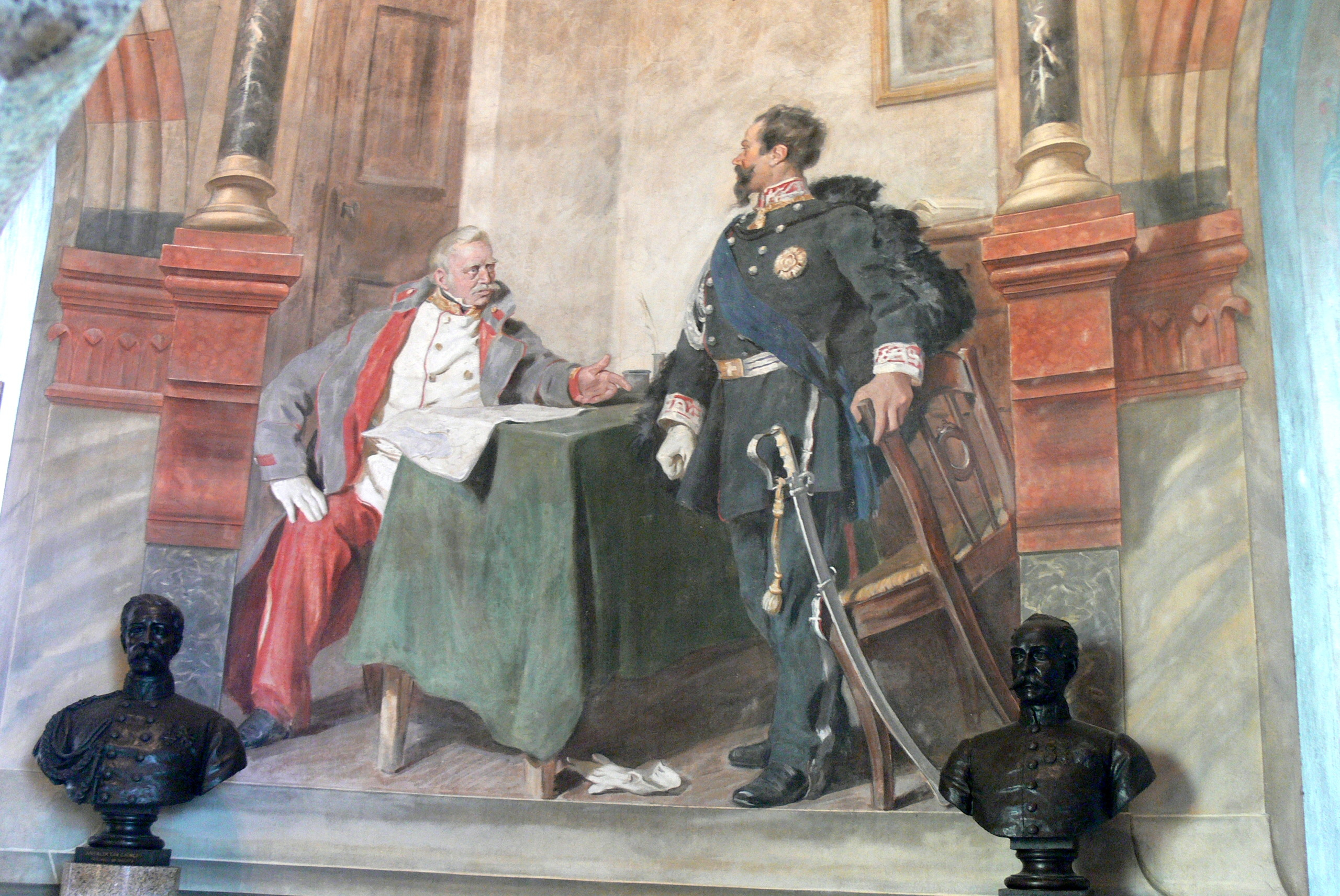
Fresc que mostra la reunió entre Radetzky i el nou rei de Sardenya, Víctor Manuel II, 24 de març de 1849

Després de la campanya antinapoleònica va tenir èxit en diverses funcions, però, en imposar-se a altres comandants amb les seves impopulars reformes militars, es va guanyar molts enemics, que finalment el van foragitar del càrrec de comandant de la fortalesa d'Olomouc el 1829. En 1829-1831 es va quedar a Olomouc i va residir aquí al palau Edelmann (des de 1892 hi ha una placa commemorativa) a la plaça superior; va millorar les condicions sanitàries de la ciutat, va assecar els aiguamolls circumdants i va plantar-hi arbres.
El 1831 fou nomenat comandant de les tropes austríaques a la Península Itàlica i va dur a terme la seva àmplia reorganització. En el seu 70è aniversari, el 1836, va obtenir el grau de mariscal de camp. El 1848, l'exèrcit de Sardenya va envair la Llombardia amb la intenció d'unir Itàlia sota el control dels savoies i alliberar-la de la dominació estrangera. Per manca d'homes, Radecký es va veure obligat a evacuar la major part del territori dominat per Àustria a Itàlia, però va mantenir la fortalesa de Verona contra una força enemiga considerable. Quan per fi va aconseguir reforços, va derrotar les tropes, molt més nombroses, dels revolucionaris italians i el Regne de Sardenya, a les batalles de Custoza i Novara, el que va comportar la renúncia del rei sard Carles Albert. En honor de la seva victòria, el compositor austríac Johann Strauss va compondre (1848) la famosa Marxa Radetzky i el 1849 el tsar rus Nicolau I li va atorgar el títol de mariscal de camp de l'Imperi Rus i el nomenà cap del 7è Regiment d'Hússars de Belarús. També va comandar les tropes austríaques que van reconquerir Venècia després d'un setge a la ciutat rebel que es va perllongar durant un any (del maig de 1848 a l'agost de 1849). Es va convertir en cavaller de l'Orde del Toisó d'Or el 1848.
El 1850, en relació amb la tensió entre Prússia i Àustria, va ser enviat a Olomuc al capdavant de dos cossos d'exèrcit amb una força d'uns 14.000 soldats. Aquesta manifestació de poder va contribuir, en última instància, a la conclusió de l'anomenat tractat d'Olmütz. Entre 1849 i 1857, Radetzky va ser governador general del Regne Llombardovènet (de vegades conegut com el cinquè virrei) i comandant del segon exèrcit.

## Retir i balanç
Només el 17 de desembre de 1856 Radetzky va escriure des de Verona la seva carta de comiat a l'emperador Francesc Josep:
| « | "Majestat, les lleis de la natura, després de 72 anys de servei i noranta anys de vida, m'obliguen a demanar a Sa Majestat el relleu més indulgent del meu càrrec. Prego a Sa Majestat que s'atreveixi a concedir-me aquesta renúncia amb tota la gràcia i favor omnipotent amb què tantes vegades Sa Majestat m'ha volgut obsequiar i, per tant, em concedeixi Sa Majestat en aquesta ocasió, la més alta de les gràcies i la bona voluntat imperial […] La meva vellesa ha paralitzat la meva activitat, però, fins al meu darrer alè, imploraré la benedicció de l'Omnipotent a la Sublim Casa i al gloriós tron del meu estimat monarca, el primer per qui moro amb profunda humilitat. | » |
| — | |   |

El 28 de febrer de 1857, als 90 anys, finalment es va retirar. Amb 72 anys de servei a l'exèrcit va trencar molts registres de soldats, per exemple, va servir sota cinc emperadors i va participar en no menys de 17 campanyes.
En total, Radetzky va rebre 146 ordes militars nacionals i estrangers, incloent la Creu de Cavaller de l'Orde Militar Maria Theresa (1799 pel seu comportament a la Batalla de Novi), la Gran Creu de l'Orde Militar Maria Teresa (per la seva Victòria a la Batalla de Custozza el 1848) i el 1849 l'Orde del Toisó d'Or (per la seva victòria en la Batalla de Novara).

## Mort

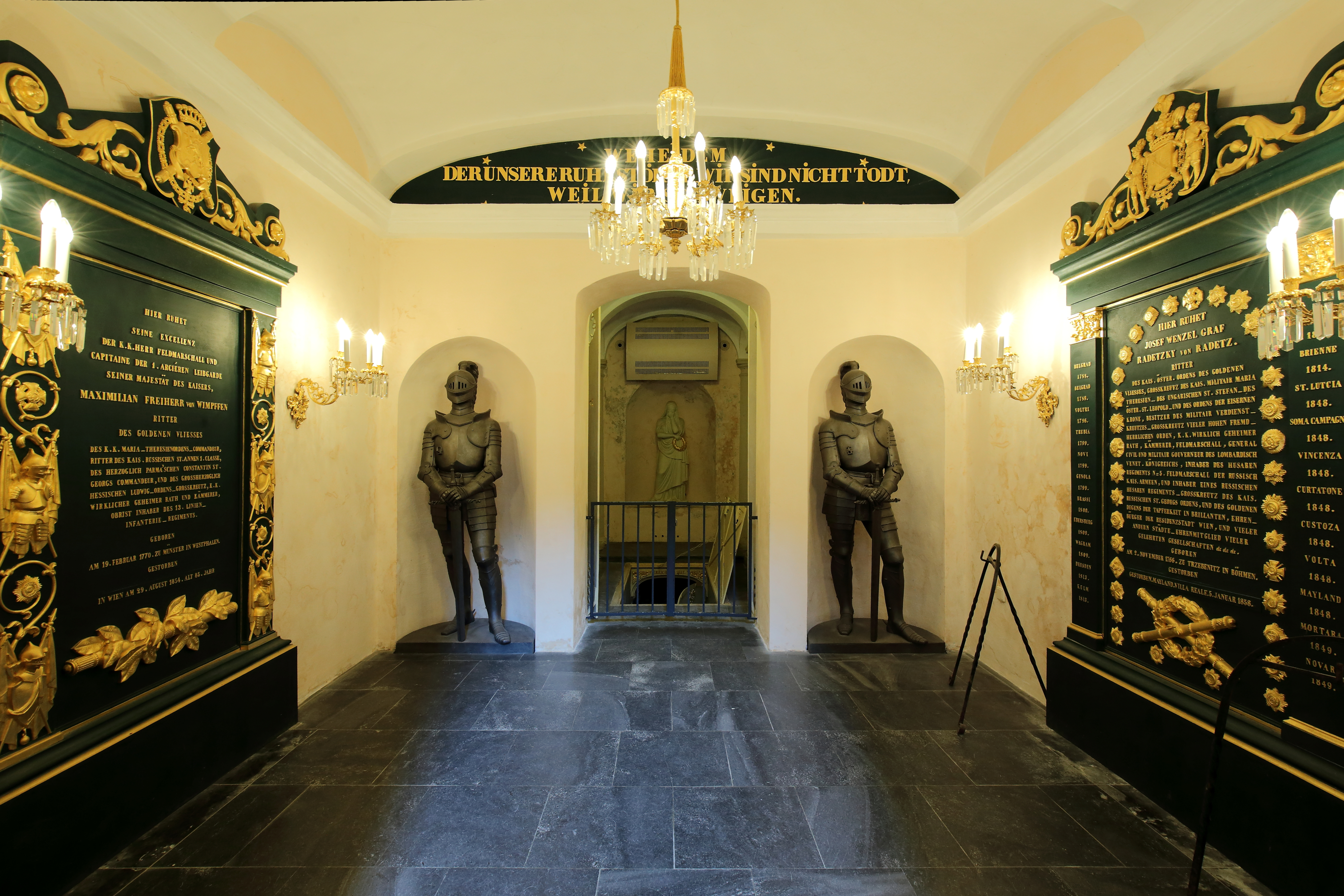
Tomba de Radetzky a Heldenberg

Josef Wenzel Graf Radetzky de Radetz va morir de pneumònia el 5 de gener de 1858 a Milà. L'emperador desitjava que fos enterrat a la cripta caputxina (la Cripta Imperial de Viena), però Radetzky havia llegat les seves restes terrenals, i el dret d'enterrar-lo, a Joseph Gottfried Pargfrieder, un marxant proveïdor de l'exèrcit i terratinent, que decennis abans havia liquidat els seus deutes.
El 19 de gener de 1858, Radetzky va ser enterrat al memorial de Heldenberg (Gedenkstätte Heldenberg) a la Baixa Àustria, en un panteó a l'aire lliure amb estàtues guerreres que recorden els "herois" de les campanyes hongareses i italianes de l'exèrcit austríac el 1848/49. ("Heldenberg" literalment es tradueix com "Muntanya de l'heroi".) Radetzky es troba enterrat en una cripta sota un obelisc monumental, juntament amb el mariscal de camp Maximilian von Wimpffen.

## Llegat
En la història militar, la fama de Radetzky es basa, sens dubte, en les seves fites, però en la història de l'exèrcit austríac figura com el Vater Radetzky ("Pare Radetzky") franc i amable que els soldats idolatraven. L'any següent a la mort, esclatà una guerra italiana més gran i el seu estimat exèrcit es va desintegrar i va ser derrotat en tots els encontres.
Radetzky estava íntimament connectat amb el Ducat de Carniola, a causa de la seva esposa i perquè hi tenia moltes terres. El seu coratge va ser elogiat en cançons populars. La primera estàtua representativa a Ljubljana, capital de Carniola, fou una estàtua de Radetzky. Es va col·locar a la ubicació més elitista, la Plaça del Congrés, i tots els principals esdeveniments públics han tingut lloc al seu davant. Com a propietari del Castell de Tivoli a Ljubljana, la capital de Carniola, va contribuir enormement a l'ordenació de Parc Tivoli.

## Ancestres
|  |                                                   |  |  |  |  |  |  |  |  |  |  |  |  |  |  |  |
|  | 16. Baró Jan Jiří Radecký z Radče                 |  |  |  |  |  |  |  |  |  |  |  |  |  |  |  |
|  |                                                   |  |  |  |  |  |  |  |  |  |  |  |  |  |  |  |
|  |                                                   |  |  |  |  |  |  |  |  |  |  |  |  |  |  |  |
|  | 8. Baró Petr Eusebius Viktorin Radecký z Radče    |  |  |  |  |  |  |  |  |  |  |  |  |  |  |  |
|  |                                                   |  |  |  |  |  |  |  |  |  |  |  |  |  |  |  |
|  |                                                   |  |  |  |  |  |  |  |  |  |  |  |  |  |  |  |
|  | 17. Albertina Eusebie von Briaumont               |  |  |  |  |  |  |  |  |  |  |  |  |  |  |  |
|  |                                                   |  |  |  |  |  |  |  |  |  |  |  |  |  |  |  |
|  |                                                   |  |  |  |  |  |  |  |  |  |  |  |  |  |  |  |
|  | 4. Comte Václav Leopold Radecký z Radče           |  |  |  |  |  |  |  |  |  |  |  |  |  |  |  |
|  |                                                   |  |  |  |  |  |  |  |  |  |  |  |  |  |  |  |
|  |                                                   |  |  |  |  |  |  |  |  |  |  |  |  |  |  |  |
|  | 18. Julius Weikhart von Heussenstamm              |  |  |  |  |  |  |  |  |  |  |  |  |  |  |  |
|  |                                                   |  |  |  |  |  |  |  |  |  |  |  |  |  |  |  |
|  |                                                   |  |  |  |  |  |  |  |  |  |  |  |  |  |  |  |
|  | 9. Marie Polyxena von Heusenstamm                 |  |  |  |  |  |  |  |  |  |  |  |  |  |  |  |
|  |                                                   |  |  |  |  |  |  |  |  |  |  |  |  |  |  |  |
|  |                                                   |  |  |  |  |  |  |  |  |  |  |  |  |  |  |  |
|  | 19. Johana Isabela Veronika Ogilvy                |  |  |  |  |  |  |  |  |  |  |  |  |  |  |  |
|  |                                                   |  |  |  |  |  |  |  |  |  |  |  |  |  |  |  |
|  |                                                   |  |  |  |  |  |  |  |  |  |  |  |  |  |  |  |
|  | 2. Comte Peter Eusebius Radetzky von Radetz       |  |  |  |  |  |  |  |  |  |  |  |  |  |  |  |
|  |                                                   |  |  |  |  |  |  |  |  |  |  |  |  |  |  |  |
|  |                                                   |  |  |  |  |  |  |  |  |  |  |  |  |  |  |  |
|  | 20.                                               |  |  |  |  |  |  |  |  |  |  |  |  |  |  |  |
|  |                                                   |  |  |  |  |  |  |  |  |  |  |  |  |  |  |  |
|  |                                                   |  |  |  |  |  |  |  |  |  |  |  |  |  |  |  |
|  | 10. František Mikuláš Bzenský z Prorubě           |  |  |  |  |  |  |  |  |  |  |  |  |  |  |  |
|  |                                                   |  |  |  |  |  |  |  |  |  |  |  |  |  |  |  |
|  |                                                   |  |  |  |  |  |  |  |  |  |  |  |  |  |  |  |
|  | 21.                                               |  |  |  |  |  |  |  |  |  |  |  |  |  |  |  |
|  |                                                   |  |  |  |  |  |  |  |  |  |  |  |  |  |  |  |
|  |                                                   |  |  |  |  |  |  |  |  |  |  |  |  |  |  |  |
|  | 5. Anna Bzenská z Prorubě                         |  |  |  |  |  |  |  |  |  |  |  |  |  |  |  |
|  |                                                   |  |  |  |  |  |  |  |  |  |  |  |  |  |  |  |
|  |                                                   |  |  |  |  |  |  |  |  |  |  |  |  |  |  |  |
|  | 22. Jindřich Jan Straka z Nedabylic               |  |  |  |  |  |  |  |  |  |  |  |  |  |  |  |
|  |                                                   |  |  |  |  |  |  |  |  |  |  |  |  |  |  |  |
|  |                                                   |  |  |  |  |  |  |  |  |  |  |  |  |  |  |  |
|  | 11. Anna Marie Straková z Nedabylic               |  |  |  |  |  |  |  |  |  |  |  |  |  |  |  |
|  |                                                   |  |  |  |  |  |  |  |  |  |  |  |  |  |  |  |
|  |                                                   |  |  |  |  |  |  |  |  |  |  |  |  |  |  |  |
|  | 23. Marie Veronika Stošová z Kounic               |  |  |  |  |  |  |  |  |  |  |  |  |  |  |  |
|  |                                                   |  |  |  |  |  |  |  |  |  |  |  |  |  |  |  |
|  |                                                   |  |  |  |  |  |  |  |  |  |  |  |  |  |  |  |
|  | 1. Comte Joseph Radetzky von Radetz               |  |  |  |  |  |  |  |  |  |  |  |  |  |  |  |
|  |                                                   |  |  |  |  |  |  |  |  |  |  |  |  |  |  |  |
|  |                                                   |  |  |  |  |  |  |  |  |  |  |  |  |  |  |  |
|  | 24. Baró Mikuláš Felix Bechinie z Lažan           |  |  |  |  |  |  |  |  |  |  |  |  |  |  |  |
|  |                                                   |  |  |  |  |  |  |  |  |  |  |  |  |  |  |  |
|  |                                                   |  |  |  |  |  |  |  |  |  |  |  |  |  |  |  |
|  | 12. Baró František Leopold Bechinie z Lažan       |  |  |  |  |  |  |  |  |  |  |  |  |  |  |  |
|  |                                                   |  |  |  |  |  |  |  |  |  |  |  |  |  |  |  |
|  |                                                   |  |  |  |  |  |  |  |  |  |  |  |  |  |  |  |
|  | 25. Alžběta Věžníková z Věžník                    |  |  |  |  |  |  |  |  |  |  |  |  |  |  |  |
|  |                                                   |  |  |  |  |  |  |  |  |  |  |  |  |  |  |  |
|  |                                                   |  |  |  |  |  |  |  |  |  |  |  |  |  |  |  |
|  | 6. Baró Ignác Ladislav Bechinie z Lažan           |  |  |  |  |  |  |  |  |  |  |  |  |  |  |  |
|  |                                                   |  |  |  |  |  |  |  |  |  |  |  |  |  |  |  |
|  |                                                   |  |  |  |  |  |  |  |  |  |  |  |  |  |  |  |
|  | 26.                                               |  |  |  |  |  |  |  |  |  |  |  |  |  |  |  |
|  |                                                   |  |  |  |  |  |  |  |  |  |  |  |  |  |  |  |
|  |                                                   |  |  |  |  |  |  |  |  |  |  |  |  |  |  |  |
|  | 13. Marie Magdalena Sohier von der Windmühl       |  |  |  |  |  |  |  |  |  |  |  |  |  |  |  |
|  |                                                   |  |  |  |  |  |  |  |  |  |  |  |  |  |  |  |
|  |                                                   |  |  |  |  |  |  |  |  |  |  |  |  |  |  |  |
|  | 27.                                               |  |  |  |  |  |  |  |  |  |  |  |  |  |  |  |
|  |                                                   |  |  |  |  |  |  |  |  |  |  |  |  |  |  |  |
|  |                                                   |  |  |  |  |  |  |  |  |  |  |  |  |  |  |  |
|  | 3. Baronessa Marie Venantia Bechinie von Lažan    |  |  |  |  |  |  |  |  |  |  |  |  |  |  |  |
|  |                                                   |  |  |  |  |  |  |  |  |  |  |  |  |  |  |  |
|  |                                                   |  |  |  |  |  |  |  |  |  |  |  |  |  |  |  |
|  | 28. Comte Bernard František Ignác Věžník z Věžník |  |  |  |  |  |  |  |  |  |  |  |  |  |  |  |
|  |                                                   |  |  |  |  |  |  |  |  |  |  |  |  |  |  |  |
|  |                                                   |  |  |  |  |  |  |  |  |  |  |  |  |  |  |  |
|  | 14. Comte Leopold Ignác Věžník z Věžník           |  |  |  |  |  |  |  |  |  |  |  |  |  |  |  |
|  |                                                   |  |  |  |  |  |  |  |  |  |  |  |  |  |  |  |
|  |                                                   |  |  |  |  |  |  |  |  |  |  |  |  |  |  |  |
|  | 29. Terezie Rosina von Arco                       |  |  |  |  |  |  |  |  |  |  |  |  |  |  |  |
|  |                                                   |  |  |  |  |  |  |  |  |  |  |  |  |  |  |  |
|  |                                                   |  |  |  |  |  |  |  |  |  |  |  |  |  |  |  |
|  | 7. Comtessa Marie Františka Věžníková z Věžník    |  |  |  |  |  |  |  |  |  |  |  |  |  |  |  |
|  |                                                   |  |  |  |  |  |  |  |  |  |  |  |  |  |  |  |
|  |                                                   |  |  |  |  |  |  |  |  |  |  |  |  |  |  |  |
|  | 30. Leopold Vilém I. z Valdštejna                 |  |  |  |  |  |  |  |  |  |  |  |  |  |  |  |
|  |                                                   |  |  |  |  |  |  |  |  |  |  |  |  |  |  |  |
|  |                                                   |  |  |  |  |  |  |  |  |  |  |  |  |  |  |  |
|  | 15. Marie Alžběta z Valdštejna                    |  |  |  |  |  |  |  |  |  |  |  |  |  |  |  |
|  |                                                   |  |  |  |  |  |  |  |  |  |  |  |  |  |  |  |
|  |                                                   |  |  |  |  |  |  |  |  |  |  |  |  |  |  |  |
|  | 31. Marie Elisabeth Khuen von Belasi              |  |  |  |  |  |  |  |  |  |  |  |  |  |  |  |
|  |                                                   |  |  |  |  |  |  |  |  |  |  |  |  |  |  |  |
|  |                                                   |  |  |  |  |  |  |  |  |  |  |  |  |  |  |  |

## Galeria d'imatges

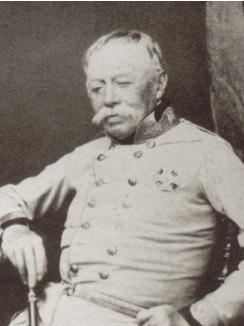
Radetzky 1856
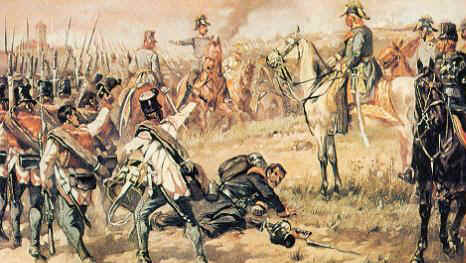
Radetzky a la batalla de Novara, 1849
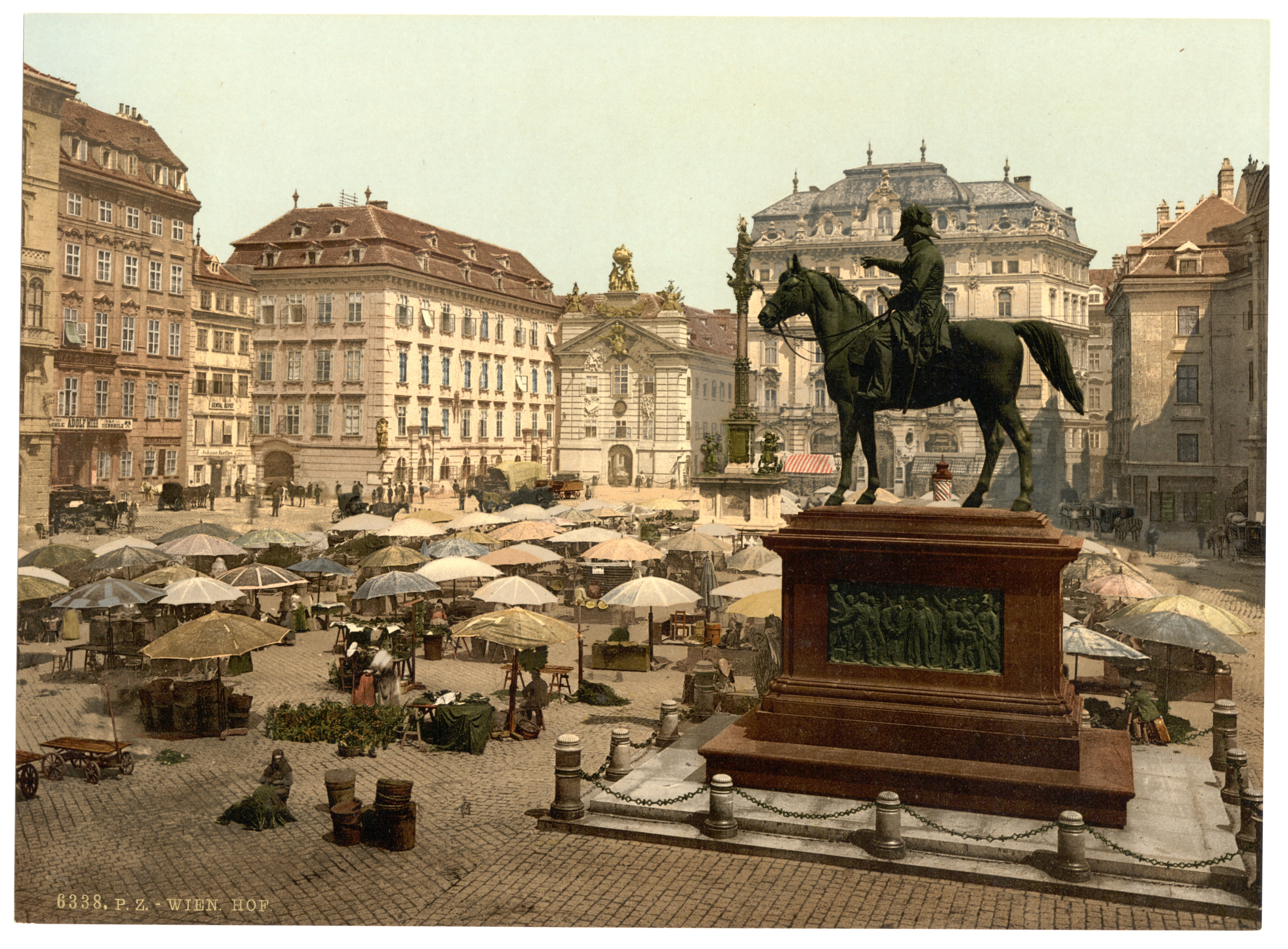
Memorial a Radetzky a Am Hof, Viena
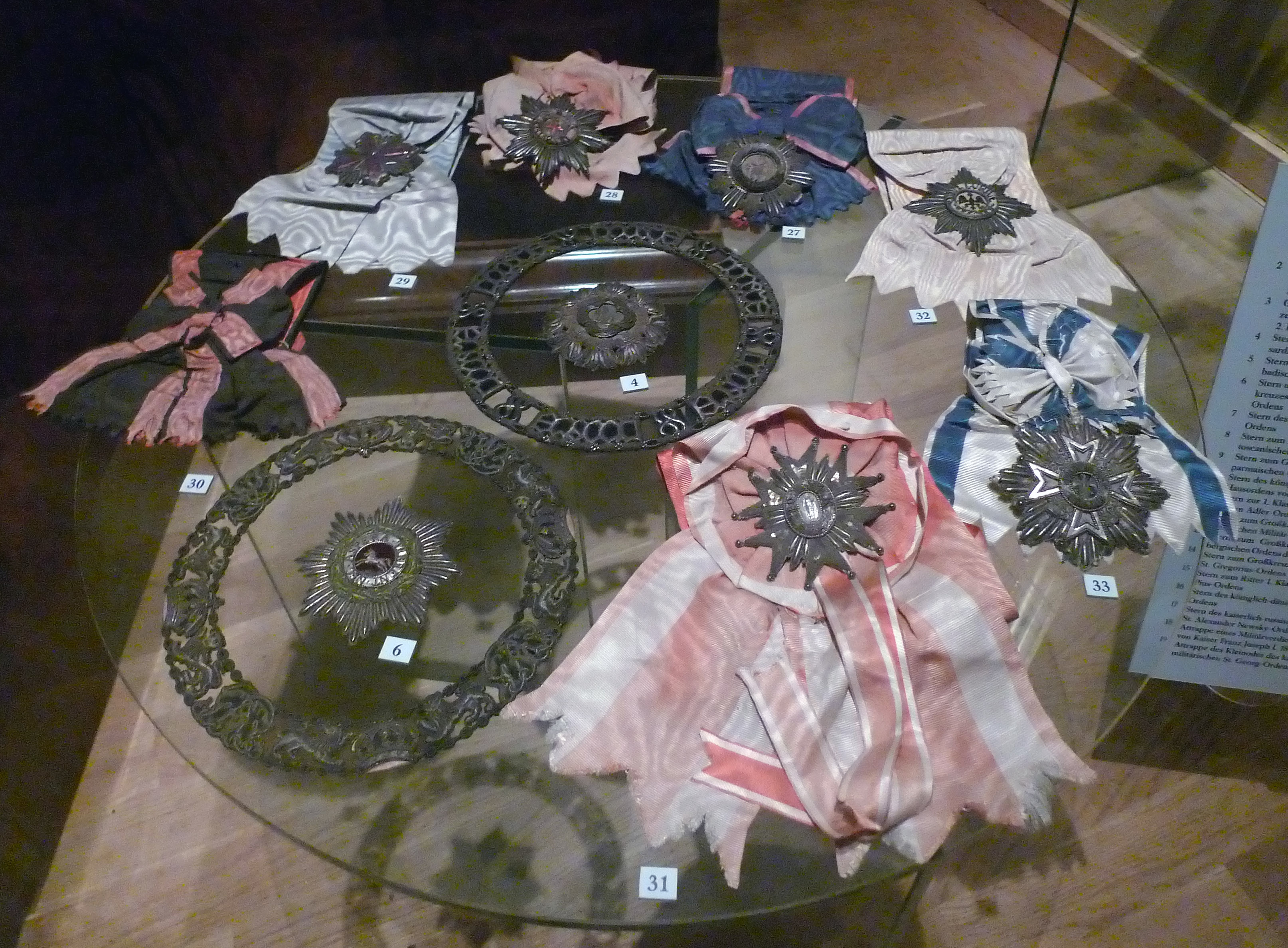
Algunes de les prop de 40 condecoracions de Radetzky exposades al Museu Heeresgeschichtliches de Viena.
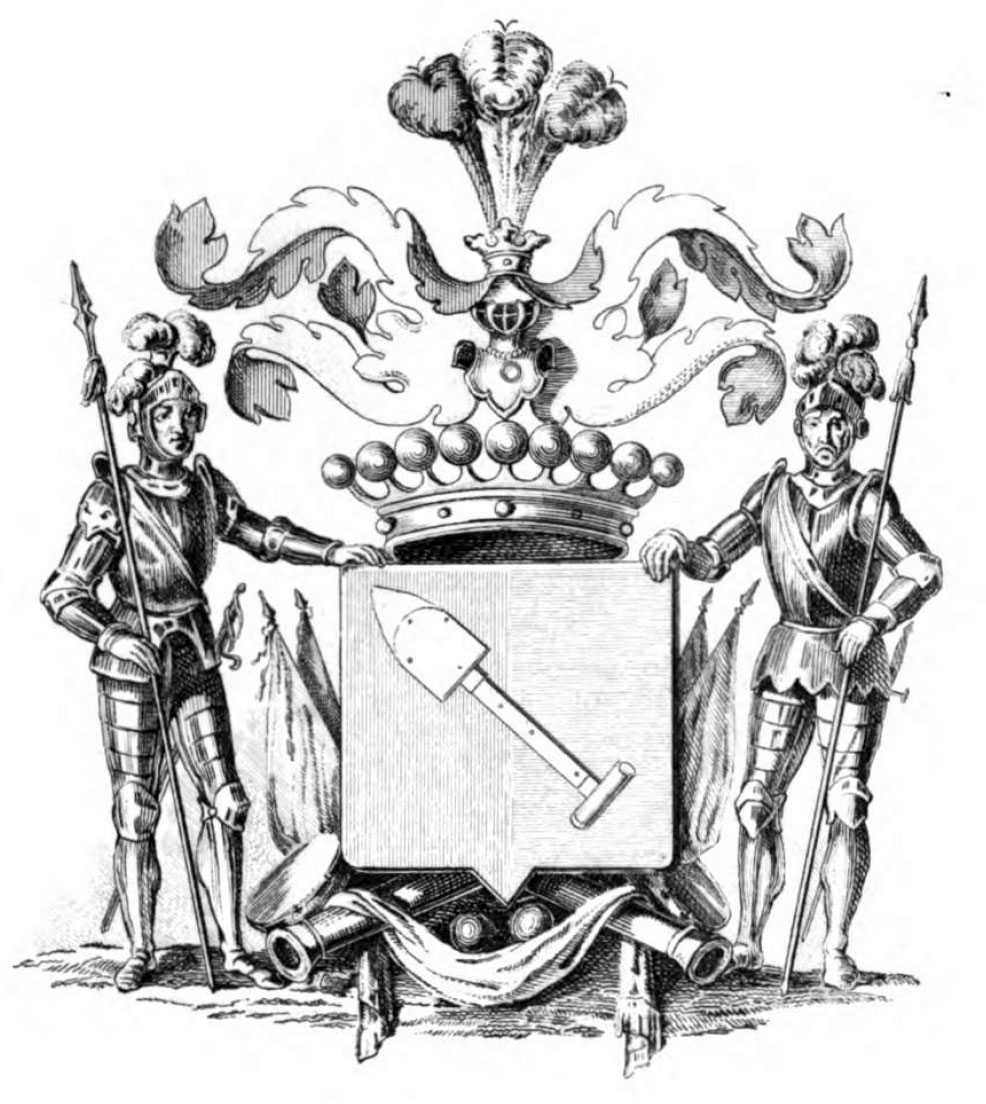
Escut d'armes de Radetzky von Radetz
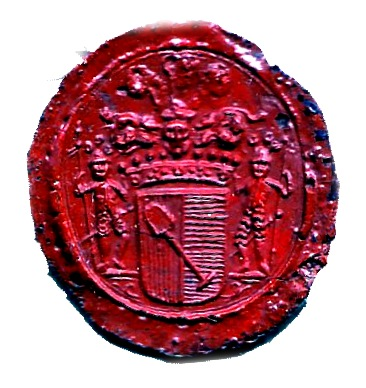
Segell personal

### Obres de Radetzky
- Joseph Radetzky von Radetz: Denkschriften militärisch-politischen Inhalts aus dem handschriftlichen Nachlass des k.k. österreichischen Feldmarschalls Grafen Radetzky. Stuttgart: J.G. Cotta, 1858

### Correspondència
- Joseph Radetzky von Radetz: Briefe des Feldmarschalls Radetzky un seine Tochter Friederike 1847-1857; aus dem Archiv der freiherrlichen Familie Walterskirchen hrsg. von Bernhard Duhr: Festschrift der Leo-Gesellschaft zur feierlichen Enthüllung des Radetzsky-Denkmals en Wien. Wien: J. Roleu, 1892.

Aquestes són les cartes de Radetzky a la seva filla Friederike Radetzky von Radetz, Gräfin Wenckheim, publicades per celebrar la inauguració del monument Radetzky a Viena.

### En la cultura popular
- Lang, Zoë. "The Regime's ‘Musical Weapon'Transformed: The Reception of Johann Strauss Sr's Radetzky March Before and After the First World War." Journal of the Royal Musical Association 134.2 (2009): 243-269.
- Alexander Lernet-Holenia: Radetzky: Schauspiel in drei Akten. [Frankfurt am Main]: S. Fischer, 1956.
- Johann Strauss: Marxa Radetzky (Opus 228)
- Pare Radetzky, una pel·lícula biòpica del 1929